# Native American Church
La Native American Church és una secta o moviment religiós. És la religió nadiua més estesa entre els amerindis nord-americans, i una de les més influents formes de panindianisme. El terme deriva del nàhuatl peyotl o peiot (Lophophora williamsii), un cactus el tronc del qual s'obté la mescalina, droga alcaloide d'efectes al·lucinògens que fou usada al Mèxic precolombí amb efectes medicinals, i que produïa efectes sobrenaturals, com visions que induïen a la recerca personal de revelació sobrenatural, i més tard també fou emprada en rituals tribals de dansa, perquè posava en trànsit.
Encara que no hi ha estadístiques fiables, la NAC afirmava comptar amb 225.000 fidels el 1970, i se sap que el 1951 comptava entre els fidels amb una cinquena part dels navahos (malgrat la forta oposició del Consell Tribal), i d'un terç dels indis d'Oklahoma el 1965.

## Ritual i creences
Hi ha diferents formes de creences peyote, barrejades amb elements cristians i indis. Entre els sioux teton, el grup Cross Fire usa la Bíblia i sermons, que són rebutjats pels seguidors de Half Moon, els quals, però, segueixen una moral similar a la cristiana. En general, creuen en un déu suprem o «Gran Esperit», qui tracta amb els homes a través de diversos espectres, els quals inclouen els dels esperits tradicionals d'«aus aquàtiques» i l'«ocell de tro», que duien les ànimes cap a Déu. En altres tribus creien en l'Esperit Peiot, considerat pels indis com un equivalent de Jesucrist. D'altres tribus consideren Jesús com un heroi indi retornat, com un intercessor davant déu, o un esperit guardià que ha tornat amb els indis després de ser assassinat pels blancs.
El peiot, menjat en el context del ritual, capacitava l'individu per comunicar-se amb Déu i els esperits (inclosos els morts) en contemplació i visió, i així rebia d'ells poder espiritual, guia, reprovació i curació. Tanmateix, es consideraven cristians, i acceptaven la trinitat, i l'ètica cristiana.
La teoria religiosa peyote es podia resumir en els punts:
- Poder, equivalent a l'indi «mana», força sobrenatural i immaterial invisible que produeix efectes físics característics i pot ser transferit d'un cos a un altre sota condicions rituals. L'home necessita poder per estar sa i poderós, i sense ell és feble i malalt. Els esperits són les personificacions immaterials del poder. El panteó peiotista consisteix en allò que s'anomenen esperits blancs i esperits indis.
- Esperits blancs: La Trinitat. Déu equival al Gran Esperit i és reconegut com a ésser suprem i font suprema de poder que controla el destí de l'univers, inclòs l'home. Podia ser l'esperit creador, però depenia de la tribu. En algunes tribus Jesucrist era l'heroi cultural, en altres l'esperit guardià, rebutjat pels blancs puix que el mataren. També té el rol intercessor entre déu i l'home. L'esperit sant serà adoptat com a part de la Trinitat.
- Esperits indis: L'anomenat «Ocell d'Aigua» és identificat amb la marbella (snakebird), i alguns l'equiparen amb l'ocell de tro indi, i d'altres amb elements cristians. Sovint té el rol d'esperit missatger que deu les oracions a Déu. En altres tribus el peiot és personificat en Esperit, amb l'aspecte que té Jesús com a guardià en el cristianisme. L'Esperit Peiot és masculí i compassiu, sempre benèvol, simpàtic i caritatiu.
- Encarnacions, de les quals el Peiot és la primera. Fou concedida per déu als indis perquè li va fer llàstima de veure'ls pobres, febles, desemparats, ignorants i sotmesos. Quan hom menja peiot pot usar aquest poder i esdevé com un sagrament. La següent més important encarnació de poder és el ritual de beure a la mitjanit i al matí. L'aigua és necessària per als éssers vius, i per això tota l'aigua és sagrada. Perquè doni poder, l'aigua ha d'estar beneïda. Representa la feminitat com a font de vida humana, la qual cosa la fa particularment sagrada.

El menjar utilitzat és l'esmorzar de comunió (blat, fruita i carn), que també té poder perquè conté la nutrició necessària per als humans.
El codi ètic del peiot, conegut com a Peyote Road ("camí del peiot"), consisteix en:
- Amor Fratern, els membres han de ser honests, sincers, amigables i caritatius.
- Cura de la família, sobretot muller i fills.
- Autoseguretat: aconseguir treball estable i saber guanyar-se la vida.
- Evitar l'alcohol, i no barrejar-lo amb el peiot.

El ritual característic, encara que no sempre, solia fer-se en un tipi de forma semicircular, amb un altar de muntanya deterra i foc sagrat. La cerimònia nocturna començava un dissabte a les vuit de la nit i acabava el diumenge a les 8 hores del matí, conduïda per un Cap o predicador que cantava sol o a l'uníson, amb menjada sacramental de peiot i contemplació.
L'oficiant menja peiot sota les condicions rituals amb ordre d'obtenir poder de comunió efectiva amb Déu i els altres esperits. La concentració en tal comunió porta l'oficiant a un nivell exaltat d'exaltació espiritual. Entre els indis de les planures la tradició individual era la insolació, i pregava per un esperit aparegut en una visió que li donava poder personal.
El peiot ho canvia perquè té un ritual col·lectiu, però manté una mena de contemplació/insolació col·lectiva. Moltes persones no trobaven grat participar, i els era difícil seure a terra en una sola posició. En l'oració per assistència, Déu i alters esperits preguntaven per ajut i pena a través del peiot, i volia allunyar el pecat.
Les experiències de l'oficiant a vegades prenien forma de visió que corresponia a una experiència mística viscuda directament, o bé per deducció o d'escoltada. Calia aprendre, però, d'un mateix. Les visions generalment eren de Déu, Jesús i alters esperits segons les experiències individuals. Creien que era la panacea per a malalties individuals. Un malalt podia vomitar després de menjar peiot, de manera que aquest expulsava del cos la malaltia. El cerimonial acabava amb un esmorzar comunitari diumenge al matí.

## Història
Segons Pedro Rodríguez Santidrián, fou fundada el 1880. Durant els segles xvii i XVIII passà de Mèxic als actuals estats de Nou Mèxic i Arizona, i durant la segona meitat del segle xix passà al Nord de les Grans Planures, i s'establí fermament a Oklahoma. Cap al 1885 es desenvolupà com a religió entre els kiowa i comanxe. Pel 1891 s'estengué ràpidament als Grans Llacs fins al Canadà, on actualment la practiquen més de 50 tribus. Així, pel 1918 es creà la Native American Church a Oklahoma, seguint els ensenyaments del caddo John Wilson o Moonhead i del winnebago John Rave.
Ha estat molt perseguida. Ja el 1620 l'Inquisidor de Nova Espanya va prohibir el seu ús als cristians. Fou proscrita pels agents del govern el 1888, el 1899 fou prohibida a Oklahoma i més tard a 15 Estat i expressament pel Congrés. Però fou sostingut per la BIA, les esglésies i alguns grups indis, i resistí malgrat els nous atacs que patí del 1916 al 1937, en què prohibiren el consum, transport i venda d'al·lucinògens un total de nou lleis antipeiot, tot i que reconeixien que no creava addicció. Per defensar-se, cercà d'incorporar-se a les lleis estatals, primer a Oklahoma com a First-Born Church of Jesus Christ el 1914 i com a NAC el 1918.
El 1940 un ordenament del Navajo Tribal Council en prohibí el consum a la reserva, i el 1958 s'aprovà una Llei Antipeiot a Califòrnia. El 1960 la cort suprema d'Arizona a Flagstaff declarà, però, inconstitucional la Llei Antipeiot a causa del recurs de Mary Attakai, i aleshores s'inscriví amb aquest nom en 11 estats. Però la sentència fou recorreguda a la Cort Suprema d'Arizona el 1961, i el 1962 al Tribunal Suprem de Washington, qui afirmà que el Tribunal d'Arizona no tenia jurisdicció sobre el tema, alhora que tres navaho foren jutjats pel Tribunal de San Bernardino per usar peiot a les cerimònies.
El 1964 la Cort Suprema de Califòrnia va suspendre les sentències i ho comparà amb l'ús d'amulets en altres pràctiques religioses. Així es va permetre'n l'ús a Oklahoma, Iowa, Montana, Nou Mèxic, Texas i Utah. Finalment, el 1967 la Cort del comtat de Denver va redactar una sentència similar, i serà permès a Colorado. I l'octubre del 1967 serà autoritzat a la reserva Navaho mercè la Navajo Bill of Rights, que garantia el dret a la religió, i la Navajo Law & Order Code, que permetia l'ús del peiot com a sagrament a les pràctiques religioses de la NAC. Durant aquestes protestes reberen suport dels antropòlegs i dels defensors de les llibertats religioses.